# Karya Mulya (Pondok Suguh)
Karya Mulya is een bestuurslaag in het regentschap Muko-Muko van de provincie Bengkulu, Indonesië. Karya Mulya telt 934 inwoners (volkstelling 2010).